# Kathetostoma averruncus
Kathetostoma averruncus is een  straalvinnige vissensoort uit de familie van sterrenkijkers (Uranoscopidae). De wetenschappelijke naam van de soort is voor het eerst geldig gepubliceerd in 1890 door Jordan & Bollman. De soort komt voor in de Stille Oceaan ter hoogte van Colombia.
De soort staat op de Rode Lijst van de IUCN als niet bedreigd, beoordelingsjaar 2008.